# Peer Gregaard
Peer Gregaard född 3 maj 1913 i Köpenhamn, Danmark död 18 juli 1998, var en dansk teaterchef. 
Han anställdes 1939 som kamrer på Det Ny Teater i Köpenhamn, när tjänsten som konstnärlig ledare utlystes 1944 ansökte han om tjänsten. Han tillträdde tjänsten och under sina 22 år på teatern lyckades han markera Det Ny Teater till en av landets främsta skådespelarscener. Under Peer Gregaards ledning var Det Ny Teater den enda privatteater som inte erhöll några statliga bidrag eftersom den var självfinansierad. Han tilldelades 1953 utmärkelsen Teaterpokalen för sin gärning inom teatervärlden. 1966 blev Gregaard chef för Det Kongelige Teater i Köpenhamn. Gift med skådespelaren Ulla Hodell.